# Harry Treadaway
Harry John N. Treadaway (Exeter, Devon, Inglaterra, 10 de septiembre de 1984) es un actor británico, conocido por haber interpretado a Tom Howe en Brothers of the Head y a Victor Frankenstein en la serie Penny Dreadful. Actualmente interpreta a Narek en Star Trek: Picard.

## Biografía
Es hijo de un arquitecto y una maestra, tiene un hermano mayor, Sam Treadaway, un artista y su hermano gemelo es el actor Luke Treadaway.
Asistió al Queen Elizabeth's Community College en Crediton y se entrenó en el London Academy of Music and Dramatic Art LAMDA de donde se graduó en el 2006.
Es muy buen amigo del actor Matt Smith, al que conoce desde que estudiaron juntos en el National Youth Theatre.
En el 2008 comenzó a salir con la actriz Polly Stenham, pero la relación terminó en el 2009.

## Carrera
De joven Harry tocó en una banda llamada "Lizardsun" junto a su hermano Luke, Matt Conyngham y Seth Campbell.
En el 2005 hizo su debut profesional en las películas cuando apareció en Brothers of the Head donde interpretó a Tom Howe, joven gemelo unido a su hermano Barry, quienes se unen a una banda de punk rock. Harry tocó la guitarra y compuso varias de las canciones mientras que su hermano Luke era el cantante principal. Para el papel y los ensayos Harry y Luke fueron unidos durante quince horas al día por unos trajes cosidos o con un arnés., también durmieron en una cama para simular la naturaleza unida de los personajes.
En el 2007 interpretó al baterista Stephen "Steve" Morris en la película Control junto a Toby Kebbell y Sam Riley. Ese mismo año apareció en la película Recovery donde interpretó a Dean Hamilton el hijo de Alan Hamilton (David Tennant) y Tricia Hamilton (Sarah Parish).
En el 2008 apareció en la película The Disappeared donde dio vida a Matthew Ryan, un joven que sale del hospital después de recuperarse de la desaparición de su pequeño hermano de ocho años Tom Ryan (Lewis Lemperuer Palmer) y que al llegar intenta descubrir la verdad acerca de su rapto. Ese mismo año apareció en las películas The Shooting of Thomas Hurndall y en City of Ember donde interpretó a Doon Harrow.
En el 2010 apareció en la película Pelican Blood donde interpretó a Nikko, la película sigue la retorcida historia de amor de Nikko, un chico obsesionado con las aves que se enamora de Stevie (Emma Booth), a quien conoce en una página web de suicidio. Ambos piensan en acabar con todo y matarse pero cuando se descubre que solo uno de ellos está hablando en serio la relación se rompe.
En el 2011 apareció en las películas Albatross, Cockneys vs Zombies, Hideaways, The Night Watch donde interpretó a Duncan Pearce. 
En el 2013 aparecerá en la película El llanero solitario junto a Johnny Depp, Helena Bonham Carter y Armie Hammer.
En el 2014 se unió al elenco principal de la nueva serie Penny Dreadful donde interpreta al doctor Victor Frankenstein, hasta ahora.
En marzo del 2016 se anunció que se había unido al elenco de una película de comedia negra creada por Nash Edgerton, donde compartirá créditos con los actores Kenneth Cho. y Thandie Newton.
En el 2018 se unirá al elenco principal de la nueva serie Mr. Mercedes donde dará vida a Brady Hartsfield.

## Filmografía

### Series de televisión
| Año         | Título                             | Personaje               | Notas                        |
| ----------- | ---------------------------------- | ----------------------- | ---------------------------- |
| 2020-¿?     | Star Trek: Picard                  | Narek                   |                              |
| 2019        | The Crown                          | Roddy Llewellyn         | 1 episodios                  |
| 2017 - 2018 | Mr. Mercedes                       | Brady Hartsfield        | 20 episodios                 |
| 2014 - 2016 | Penny Dreadful                     | Dr. Victor Frankenstein | 27 episodios                 |
| 2014        | Fleming: The Man Who Would Be Bond | Sub. Tte. Hepworth      | episodio # 1.2 - miniserie   |
| 2013        | Truckers                           | Glen                    | 5 episodios                  |
| 2012        | 13 Steps Down                      | Mix Cellini             | episodio # 1.1               |
| 2007        | Cape Wrath                         | Mark Brogan             | 8 episodios                  |
| 2006        | Afterlife                          | Liam                    | episodio "Roadside Bouquets" |

### Películas
| Año  | Título                          | Personaje              | Notas                                                                                                 |
| ---- | ------------------------------- | ---------------------- | --- |
| 2018 | Halo of Stars                   | Chicci                 | junto a Lily Collins, Holliday Grainger, Lukas Haas, Stacy Martin, Pål Sverre Hagen y Nikola Djuricko |
| 2018 | Gringo                          | Miles                  | junto a Joel Edgerton, Charlize Theron, David Oyelowo, Thandie Newton y Amanda Seyfried               |
| 2015 | Lady Chatterley's Lover         | Hombre en Feria        | junto a Holliday Grainger, Richard Madden y James Norton                                              |
| 2014 | Honeymoon                       | Paul                   | junto a Rose Leslie, Ben Huber y Hanna Brown                                                          |
| 2013 | Mystery White Boy               | Matt Johnson           | junto a Gemma Arterton, Olivia Thirlby, Patricia Arquette, John Patrick Amedori y Reeve Carney        |
| 2013 | Streetcar                       | James                  | corto - junto a Chloë Sevigny, Nash Edgerton y Buck Henry                                             |
| 2013 | The Lone Ranger                 | Frank                  | junto a Johnny Depp, Helena Bonham Carter, Armie Hammer, Barry Pepper y Tom Wilkinson                 |
| 2012 | Cockneys vs Zombies             | Andy Macguire          | junto a Michelle Ryan, Georgia King, Rasmus Hardiker y Alan Ford                                      |
| 2011 | Albatross                       | Jake                   | junto a Jessica Brown Findlay, Josef Altin, Felicity Jones y Julia Ormond                             |
| 2011 | Hideaways                       | James Furlong          | junto a Rachel Hurd-Wood, Susan Lynch y Niamh Shaw                                                    |
| 2011 | The Night Watch                 | Duncan Pearce          | junto a Richard Cambridge, Kenneth Cranham, Charles Early, JJ Feild y Claire Foy                      |
| 2010 | Pelican Blood                   | Nikko                  | junto a Arthur Darvill, Emma Booth, Christopher Fulford y David Ross Elliott                          |
| 2009 | Fish Tank                       | Billy                  | junto a Katie Jarvis, Michael Fassbender, Jason Maza y Kierston Wareing                               |
| 2008 | The Shooting of Thomas Hurndall | Billy                  | junto a Stephen Dillane, Kerry Fox, Tom McKay y Matthew McNulty                                       |
| 2008 | City of Ember                   | Doon Harrow            | junto a Saoirse Ronan, Ian McElhinney, Tim Robbins, Bill Murray y Toby Jones                          |
| 2008 | The Disappeared                 | Matthew Ryan           | junto a Greg Wise, Alex Jennings, Tom Felton y Finlay Robertson                                       |
| 2008 | Love You More                   | Peter                  | corto - junto a Andrea Riseborough, Samuel Roukin y Paul Ritter                                       |
| 2007 | Control                         | Stephen "Steve" Morris | junto a Sam Riley, Toby Kebbell, Samantha Morton, Alexandra Maria Lara y Joe Anderson                 |
| 2007 | Recovery                        | Dean Hamilton          | junto a David Tennant, Sarah Parish, Jay Simpson y Jim Carter                                         |
| 2006 | Marple: Sleeping Murder         | George Erskine         | junto a Geraldine McEwan, Sophia Myles, Martin Kemp, Sarah Parish y Paul McGann                       |
| 2005 | Brothers of the Head            | Tom Howe               | junto a Jonathan Pryce, John Simm, Ken Russell, Sean Harris y Luke Treadaway                          |

### Música
| Año  | Título               | Notas |
| ---- | -------------------- | --- |
| 2007 | Control              | intérprete - "Leaders of Men", "Digital", "Transmission", "Insight", "She's Lost Control", "Candidate", "Isolation", "Dead Souls" y "Disorder" |
| 2005 | Brothers of the Head | tocó la guitarra |

### Videojuegos
| Año  | Título      | Notas |
| ---- | ----------- | ----- |
| 2018 | Squadron 42 | -     |

### Teatro
| Año  | Obra         | Personaje | Director       | Teatro                    | Notas                  |
| ---- | ------------ | --------- | -------------- | ------------------------- | ---------------------- |
| 2009 | Over There   | Franz     | Mark Ravenhill | Royal Court Theater       | junto a Luke Treadaway |
| 2006 | Myrna Molloy | -         | -              | Operating Theatre Company | -                      |

## Premios y nominaciones
| Año  | Categoría                                        | Premio                         | Película             | Resultado |
| ---- | ------------------------------------------------ | ------------------------------ | -------------------- | --------- |
| 2006 | Most Promising Newcomer (junto a Luke Treadaway) | British Independent Film Award | Brothers of the Head | Nominados |